# 야마모토 마사야
야마모토 마사야(일본어: 山本 真也, 1991년 10월 23일 ~ )는 일본의 축구 선수이다.

## 구단 경력
그는 2014년부터 2017년까지 J리그의 YSCC 요코하마에서 활동하였다.